# Kazumi Kawai
Kazumi Kawai (可愛 かずみ?, Kawai Kazumi; Tokyo, 9 luglio 1964 – Tokyo, 9 maggio 1997) è stata un'attrice e cantante giapponese, morta suicida nel 1997.

## Filmografia
- Sailor-fuku shikijo shiiku (1982) .... Mikiko
- Headphone Lullaby (1983) .... Rina
- Ippai no kakesoba (1992) .... Masayo
- Bokyo (1993) .... Yoshiko